# سمیر لاچهب
سمیر لاچهب (انگلیسی: Samir Lacheheb؛ زادهٔ ۲۷ ژوئن ۱۹۸۸) بازیکن فوتبال اهل الجزایر است.
از باشگاه‌هایی که در آن بازی کرده‌است می‌توان به باشگاه فوتبال اینتر میلان و باشگاه فوتبال ترنانا اشاره کرد.